# بنگو
بنگو اردن (متولد ۲ آوریل ۱۹۷۹ در ازمیر ) خواننده ترکیه‌ای است. او برای اولین با حضور در ارکستر سمفونی ازمیر. و با اجرای یکی از نقش‌های اصلی تئاتر موزیکال اولیور توئیست پا به دنیای هنر گذاشت.

## آلبوم‌ها
- (Hoş Geldin (2000
- (Bağlasan Durmam (2005
- (Taktik (2007
- (Gezegen (2008
- (İki Melek (2009
- (Sırada Sen (2010
- (Dört Dörtlük (2011
- (Anlatacaklarım Var (2012
- (Saygımdan (2013
- (İkinci Hal (2014
- (Altın Çağ (2017